# 8738 Saji
A 8738 Saji (ideiglenes jelöléssel 1997 AQ16) a Naprendszer kisbolygóövében található aszteroida. Saji fedezte fel 1997. január 5-én.